# Fattore di montante
Il fattore di montante è una funzione matematica atta a descrivere il comportamento nel tempo di una determinata legge finanziaria (e, da qui, del corrispondente regime finanziario), nella quale si suppone che sia impiegato un capitale unitario,  al fine di calcolarne, per un qualsivoglia tempo futuro, il montante e l'interesse accumulati. 
Questa funzione assume importante significato nello studio delle leggi finanziarie di capitalizzazione in relazione ad un'importante proprietà comune a tutte le leggi finanziarie (vedi Legge di capitalizzazione ed anche Leggi coniugate):
Data la generica legge di capitalizzazione {\displaystyle M(t)=F(C,t)\ }, deve valere la relazione:
{\displaystyle F(C,t)=CF(1,t)\ } , per ogni {\displaystyle t\geq 0}
Appare allora evidente che, studiando il comportamento funzionale di {\displaystyle F(1,t)\ } siamo in grado di valutare il comportamento di qualunque altra funzione del tipo {\displaystyle CF(1,t)\ }, ove il capitale {\displaystyle C\ } funge da semplice coefficiente di proporzionalità.
Poiché {\displaystyle F(1,t)\ } dipende unicamente dal tempo {\displaystyle t\ }, si suole porre:
{\displaystyle f(t)=F(1,t)\ }
Alla funzione {\displaystyle f(t)=F(1,t)\ } viene dato appunto il nome di fattore di montante.
Per una presentazione delle principali famiglie di funzioni fattore di montante e loro caratteristiche principali si rimanda alla voce Legge di capitalizzazione.
Il fattore di montante è legato al fattore di sconto {\displaystyle g(t)\ } dalla importante relazione:
{\displaystyle g(t)={\frac {1}{f(t)}}}
(vedi Leggi coniugate)